# Jacques Diouf

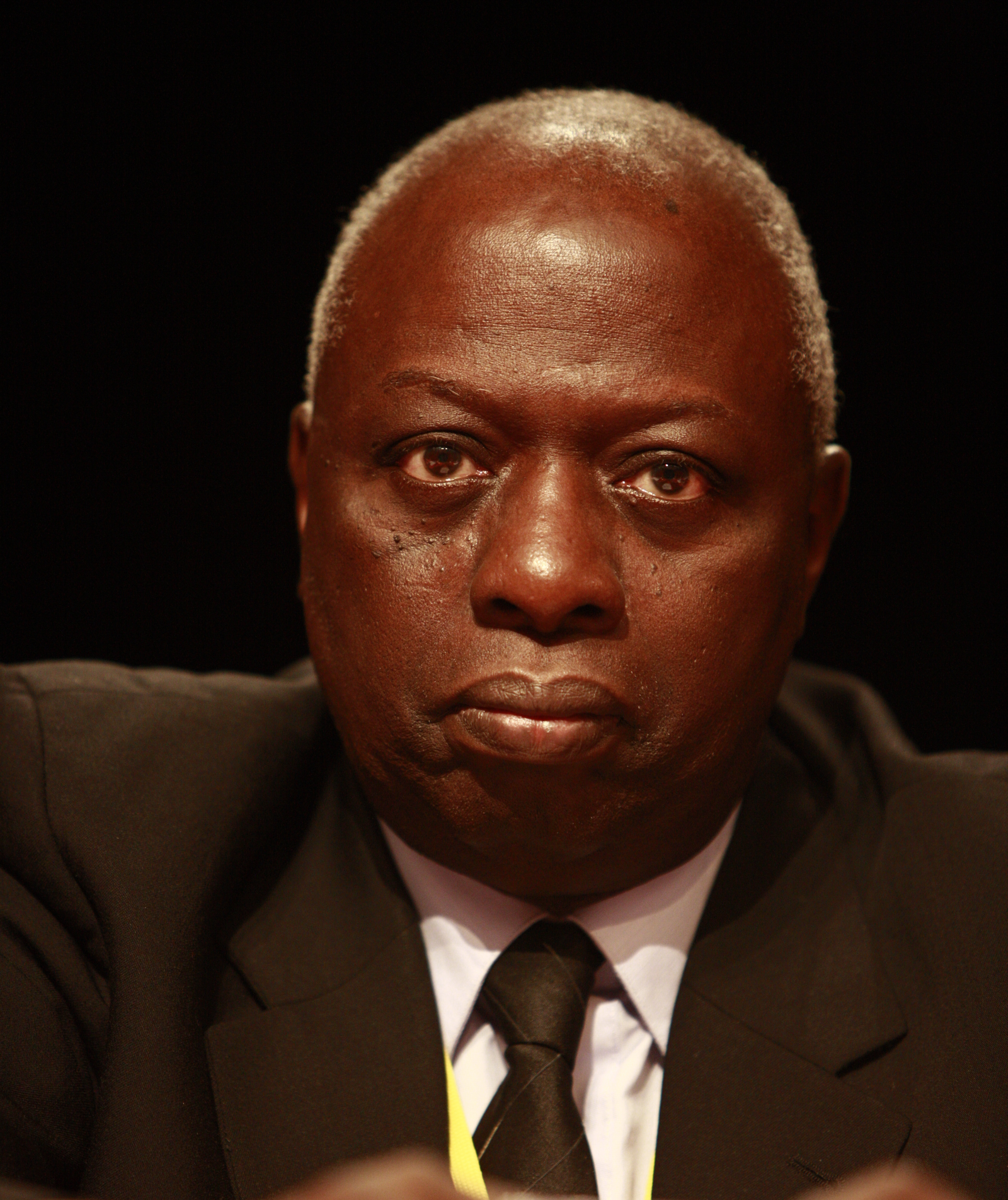
Jacques Diouf (2008)

Jacques Diouf (1. August 1938 in Saint-Louis-du-Sénégal – 17. August 2019 in Paris) war ein senegalesischer Diplomat. Von 1994 bis 2011 war er Generaldirektor der Ernährungs- und Landwirtschaftsorganisation der Vereinten Nationen (FAO) mit Sitz in Rom.

## Leben
Diouf absolvierte seine Studien im Senegal, in Frankreich und in den Vereinigten Staaten. 1978 wurde er von Léopold Sédar Senghor zum Staatssekretär für Forschung ernannt. Von 1983 bis 1984 war er Mitglied der Nationalversammlung für seine Heimatstadt Saint-Louis. Danach arbeitete er am International Development Research Centre in Ottawa und in der Westafrikanischen Zentralbank (BCEAO) in Dakar. 1991 wurde er als UN-Botschafter seines Landes ins Hauptquartier der UNO in New York entsandt. 1993 wurde er als Generaldirektor der FAO gewählt und übernahm diese Funktion Anfang 1994. Er diente drei Perioden zu jeweils sechs Jahren. Unter seiner Führung suchte die FAO die Zusammenarbeit mit dem privaten Sektor und mit Prominenten, um spektakuläre Aktionen zum Welternährungstag zu inszenieren. Sein Ziel war, die Weltbevölkerung darauf hinzuweisen, dass Ressourcen endlich sind. Anlässlich der Hungerkatastrophe am Horn von Afrika im Jahr 2011, seinem letzten Jahr als FAO-Generaldirektor, sagte er, er könne die Bilder der hungernden Kinder nicht mehr ertragen: „Das ist etwas, was wir unseren Kindern nicht zumuten würden. Ich sehe nicht ein, warum wir es Kindern anderer Eltern zumuten sollten.“
2012 wurde ihm der japanische große Orden der Aufgehenden Sonne am Band verliehen.
Diouf war verheiratet und hatte fünf Kinder. Er starb im August 2019 im Alter von 81 Jahren.

## Nachruf
Die UN-Behörde würdigte ihren langjährigen Generaldirektor als „unermüdlicher Verfechter des Kampfes gegen Armut, Hunger und Unterernährung“. Senegals Präsident Macky Sall twitterte: „Senegal hat mit dem Tod unseres Landsmannes Jacques Diouf einen seiner tapfersten Söhne verloren“.